# 하은 (1981년생 가수)
하은(1981년 4월 30일 ~ )은 대한민국의 가수다. 2003년 1집 앨범 [Finding Love(첫번째 이야기)]로 데뷔했다.

## 방송
- 싱어게인3 (2023) - Top77

## 음반
- Finding Love (2003)
- 왕꽃선녀님 OST (2004)
- 2007 Winter Story (2007)
- Color Of City (Green) (2010)
- 로맨스가 필요해 OST Part.4 (2011)
- 로맨스가 필요해 OST (2011)
- 봄, 그댄 아름답다 (2013)
- Rainy (2013)
- Sweet Dream Marriage (스드메) (2017)